# Bromoacetona
La bromoacetona és un compost orgànic de la classe de les cetones amb la fórmula {\displaystyle {\ce {CH3COCH2Br}}}. És un líquid incolor encara que les mostres impures apareixen grogues o fins i tot marrons, a vegades es torna violeta en contacte amb l'aire, fins i tot en absència d'aire, i es descompon en una massa resinosa negra amb el temps. És un agent enllagrimador i un precursor d'altres compostos orgànics.

## Ocurrència a la natura

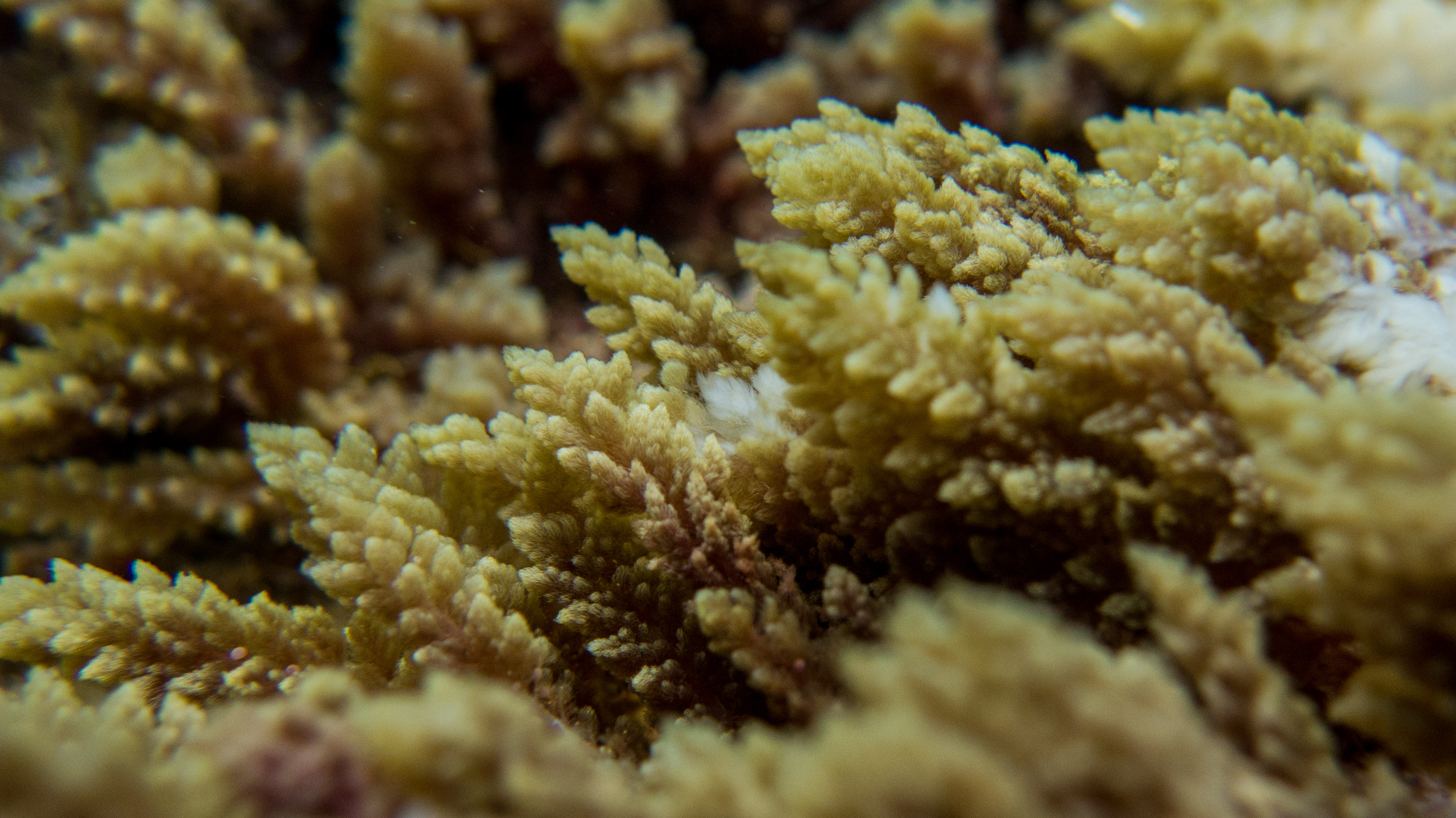
Asparagopsis taxiformis.

La bromoacetona està present (menys de l'1 %) en l'oli essencial d'una alga (Asparagopsis taxiformis) de les proximitats de les illes Hawaii.

## Propietats
Més dens que l'aigua i poc soluble en aigua. Per tant, s'enfonsa a l'aigua. Té un punt de fusió de –36,5 °C, un d'ebullició de 138 °C i un punt d'inflamació de 51,1 °C.

## Síntesi

L'acetona i el brom formen bromoacetona.

La bromoacetona està disponible comercialment, de vegades estabilitzada amb òxid de magnesi. Fou descrita per primera vegada al segle xix per N. Sokolowsky. Es prepara combinant brom i acetona, amb àcid de catalitzador. Com amb totes les cetones, s'enolitza en presència d'àcids o bases. Aleshores, el carboni alfa experimenta una substitució electròfila amb brom; un dels hidrògens és substituït per un àtom de brom. La principal dificultat d'aquest mètode és la sobrebromació, que resulta en productes dibromats i tribromats. Si hi ha una base, s'obté bromoform per la reacció haloform.

## Aplicacions
La bromoacetona fou utilitzada a la Primera Guerra Mundial com a arma química, anomenada BA pels britànics i B-Stoff (Weisskreuz) pels alemanys. A causa de la seva toxicitat, ja no s'utilitza com a agent antiavalots. La bromoacetona és un reactiu versàtil en síntesi orgànica. És, per exemple, el precursor de la hidroxiacetona per reacció amb hidròxid de sodi aquós.

## Toxicitat
La bromoacetona és molt irritant per als ulls, la pell i les vies respiratòries. Les concentracions baixes són molt irritants per als ulls; concentracions elevades o exposició prolongada a concentracions més baixes poden tenir efectes adversos per a la salut. Molt tòxic per inhalació. El contacte amb el líquid provoca cremades doloroses.